# Terminator 2: Judgment Day
Terminator 2: Judgment Day, também conhecido como Terminator 2 e T2 (bra: O Exterminador do Futuro 2 - O Julgamento Final; palop/prt: O Exterminador Implacável 2 - O Dia do Julgamento),  é um filme de ação e de ficção científica estadunidense de 1991 produzido e dirigido por James Cameron, que co-escreveu o roteiro com William Wisher. É estrelado por Arnold Schwarzenegger, Linda Hamilton, Robert Patrick e Edward Furlong nos papéis principais. Trata-se da sequência do filme de 1984 The Terminator, bem como a segunda parte da franquia Terminator. Terminator 2 segue Sarah Connor (Hamilton) e seu filho de dez anos, John (Furlong), enquanto são perseguidos por um novo e mais avançado Exterminador: o T-1000 (Patrick), uma máquina feita de metal líquido que é capaz de se transformar em qualquer ser vivo, enviado de volta no tempo para matar John e impedi-lo se tornar o líder da resistência humana contra as inteligências artificiais do futuro; um segundo robô Exterminador menos avançado (Schwarzenegger) também é enviado de volta no tempo pela "Resistência" para proteger John.
Enquanto conversas sobre uma continuação de The Terminator surgiram após seu lançamento, seu desenvolvimento foi interrompido devido a limitações técnicas relacionadas às imagens geradas por computador, um aspecto que seria vital no filme, além de imbróglios com a produtora do filme original Hemdale Film Corporation, que era dona da metade dos direitos de franquia. Em 1990, a Carolco Pictures adquiriu os direitos da Hemdale e a produção começou imediatamente, com Schwarzenegger, Hamilton e Cameron retornando. As filmagens começaram em outubro de 1990 e duraram até março de 1991. Seus efeitos visuais revolucionaram avanços em imagens geradas por computador no cinema, incluindo o primeiro uso do movimento humano natural para um personagem gerado por computador e a criação do primeiro personagem principal parcialmente gerado por computador. Na época de seu lançamento, com um orçamento entre 94 e 102 milhões de dólares, Terminator 2: Judgment Day era o filme mais caro já feito na história.
Terminator 2: Judgment Day foi lançado nacionalmente nos Estados Unidos em 3 de julho de 1991 pela TriStar Pictures. Foi um sucesso de crítica em seu lançamento, com elogios para as performances de seu elenco, as cenas de ação e seus efeitos visuais. Tido como bastante superior em relação ao primeiro filme e uma das melhores sequências já realizadas, o filme influenciou a cultura popular, principalmente no uso de efeitos visuais na indústria cinematográfica. O filme arrecadou mais de 520 milhões de dólares em todo o mundo, tornando-se o filme de maior bilheteria de 1991 e da carreira de Schwarzenegger. Recebeu vários prêmios, incluindo os Óscares de melhor edição de som, melhor som, melhor maquiagem e penteados e melhores efeitos visuais, além de um Prêmio Hugo na categoria de melhor apresentação dramática.
Outras sequências se seguiram, incluindo Terminator 3: Rise of the Machines em 2003, Terminator Salvation em 2009, Terminator Genisys em 2015, Terminator: Dark Fate em 2019 e a série de TV Terminator: The Sarah Connor Chronicles, que foi ao ar entre 2008 a 2009. Com exceção de Salvation, que reconhece algumas das ideias de Terminator 3, todas essas sequências desconsideram umas às outras, pois ocorrem em cronogramas alternativos. Em 2017, Terminator 2 foi relançado em resolução 3D 4K, estreando na primeira posição das bilheterias do Reino Unido em seu fim de semana de lançamento.

## Enredo
Em 1995, John Connor está morando em Los Angeles com seus pais adotivos. Sua mãe, Sarah Connor, o preparou durante sua infância para seu futuro papel como líder da resistência humana contra a Skynet, a inteligência artificial que manterá o controle dos mísseis nucleares dos Estados Unidos e iniciará um holocausto nuclear em 29 de agosto de 1997, data conhecida a partir de então como "Dia do Julgamento". No entanto, Sarah foi presa e encarcerada em um hospital psiquiátrico após uma tentativa de bombardear uma fábrica de computadores. Em 2029, a Skynet envia um novo Exterminador para o passado, designado como T-1000, que volta no tempo com a missão de matar John. O T-1000 é um protótipo avançado feito de metal líquido (referido como "poligonal mimética") que é capaz de assumir a forma e a aparência de quase tudo que toca e de transformar seus braços em lâminas. O T-1000, ao chegar no ano de 1995, mata um policial e assume sua identidade; ele também usa o computador da polícia para rastrear o paradeiro de John. Enquanto isso, o futuro John Connor envia de volta um outro Exterminador, Modelo 101, reprogramado para proteger seu eu mais jovem.
O 101 e o T-1000 encontram John em um shopping center, dando início a uma perseguição a qual John e o 101 escapam juntos em uma motocicleta. Temendo que o T-1000 mate Sarah para chegar até ele, John ordena ao Exterminador que ajude a libertá-la, após descobrir que o 101 deve seguir suas ordens. Eles encontram Sarah enquanto ela está fugindo do hospital, embora ela inicialmente esteja relutante em confiar no Modelo 101 (uma vez que ela pensa que ele quer matá-la como no primeiro filme). Após o trio escapar do T-1000 em um carro da polícia, o Exterminador informa John e Sarah sobre a história da Skynet; através das informações passadas pelo 101, Sarah descobre que o homem mais diretamente responsável pela criação da Skynet é Miles Bennett Dyson, um engenheiro da Cyberdyne Systems que trabalha em um novo microprocessador revolucionário que formará a base para a Skynet.
Sarah pega as armas de um velho amigo e planeja fugir com John para o México, mas depois de ter um pesadelo com o Dia do Julgamento, ela decide matar Dyson para evitar que a tal data ocorra. Ao encontrá-lo em sua casa, ela o fere, mas não consegue matá-lo na frente de sua família; John e o Exterminador chegam e informam Dyson sobre as consequências futuras de seu trabalho. Eles descobrem que grande parte de sua pesquisa foi submetida a engenharia reversa a partir da CPU danificada e do braço mecânico direito do Exterminador anterior que atacou Sarah em 1984. Convencendo-o de que esses itens e seus designs devem ser destruídos, eles invadem o edifício da Cyberdyne, recuperam a CPU e o braço e colocam explosivos para destruir o laboratório de Dyson para, dessa forma, acabar com todas as chances de criação da Skynet. A polícia chega e Dyson leva um tiro fatal, mas antes de morrer ele aciona um interruptor improvisado que detona os explosivos. O T-1000 persegue o trio sobrevivente, eventualmente encurralando-o em uma usina siderúrgica.
O T-1000 e o Modelo 101 lutam e o modelo mais avançado danifica seriamente e desliga o Modelo 101; no entanto, sem o conhecimento do T-1000, o Modelo 101 volta a ficar online usando uma fonte de alimentação alternativa. Sarah tenta sem sucesso jogar o T-1000 em um tanque de aço derretido com tiros de espingarda; quando está prestes a matar John, o Modelo 101 surge e atira nele com um lança-granadas, fazendo-o cair no poço de aço quente onde ele se derrete e se dissolve, sendo finalmente destruído. John joga o braço e a CPU do Exterminador de 1984 no tanque também, mas o Modelo 101 explica que sua própria CPU também deve ser destruída para garantir que a Cyberdyne não possa usá-la para fazer a engenharia reversa da Skynet. Agindo contra os pedidos e apelos chorosos de John, o Modelo 101 se despede, faz Sarah colocá-lo no tanque, uma vez que ele não pode agir para se auto destruir, e dá um último sinal de positivo antes de afundar no poço quente, sendo também destruído. Sarah dirige por uma rodovia à noite com John, refletindo sobre sua esperança renovada para o futuro com base nas ações do Modelo 101.

## Elenco
- Arnold Schwarzenegger como Exterminador Modelo 101: um androide construído como um organismo sintético composto de tecido vivo sobre um endoesqueleto "hiperligado" de titânio, reprogramado e enviado de volta no tempo para proteger John Connor. Schwarzenegger teria recebido US$ 15 milhões para fazer o papel.[16][17] Matt McColm serviu como dublê de seu corpo.[18]
- Linda Hamilton como Sarah Connor: a mãe de John, o futuro líder da Resistência na guerra contra a Skynet. Hamilton reprisou seu papel do filme de 1984 por um cachê de US$ 1 milhão.[19] Em preparação para o papel, Hamilton passou por um extenso regime de treinamento de treze semanas com o personal trainer Anthony Cortes, treinando por três horas por dia, seis dias por semana antes do início das filmagens. Além disso, ela perdeu 5,4 kg com uma dieta baixa em gorduras, conduzida durante os seis meses de filmagem do filme. O ator e ex-comandante israelense Uziel Gal lhe deu treinamento para suas cenas de ação.[20] Em seu trabalho com Gal, Hamilton afirmou que ela realizou "judô e treinamento militar pesado" e "aprendeu a carregar clipes, trocar revistas, verificar uma sala ao entrar, verificar mortes".[21] A irmã gêmea de Hamilton, Leslie Hamilton Gearren, também interpretou Sarah quando foi necessário que houvesse dois personagens na mesma cena.[21]
- Edward Furlong como John Connor: o filho de Sarah de dez anos de idade, que recebeu treinamento de sobrevivência desde jovem, mas foi levado para um orfanato depois que sua mãe foi internada. Furlong foi descoberto pelo diretor de elenco Mali Finn enquanto visitava o Boys & Girls Clubs of America, uma organização estadunidense que oferece programas voluntários após as aulas para jovens, em Pasadena, Califórnia.[22] Furlong, que não tinha ambições de atuar na época, afirmou: "Eu simplesmente comecei [a atuar], não foi algo que eu planejei".[23]
  - Michael Edwards como o John Connor do futuro, líder da resistência da Skynet, que envia o Modelo 101 para 1995
- Robert Patrick como Modelo T-1000: um exterminador prototípico de metamorfo avançado composto de metal líquido enviado de volta no tempo para assassinar John. Cameron afirmou que "queria encontrar alguém que fosse um bom contraste com Arnold".[24][25]
- Joe Morton como Miles Dyson: o diretor de projetos especiais da Cyberdyne, cuja pesquisa levará à formação da Skynet. Dyson tem uma esposa e um filho pequeno.
- Earl Boen como Dr. Silberman: o psiquiatra de Sarah no hospital, Boen reprisa seu personagem do filme de 1984.[26] Silberman tenta convencer Sarah de que o Exterminador não é real, mas quando ele testemunha o T-1000 e o T-101 numa luta, ele começa a duvidar de si mesmo.

O elenco foi completado com Jenette Goldstein e Xander Berkeley, que interpretam os pais adotivos de John, Janelle e Todd Voight. S. Epatha Merkerson interpreta Tarissa Dyson, a esposa de Miles Dyson. Cástulo Guerra interpreta o amigo de Sarah, Enrique Salceda, que lhe fornece armas. Danny Cooksey interpreta Tim, um amigo de John. Michael Biehn reprisou seu papel como Kyle Reese, o pai de John que é um soldado da Resistência humana no futuro (ele aparece em uma curta aparição no sonho de Sarah); a cena que Biehn aparece, no entanto, foi cortada da versão teatral do filme, mas foi reintegrada em versões estendidas posteriores. Dalton, filho de Hamilton, então com vinte meses, foi retratado como John bebê na sequência do sonho de Sarah retratada em um playground. DeVaughn Nixon interpreta Danny Dyson, filho de Miles e Tarissa Dyson.

## Produção

### Desenvolvimento

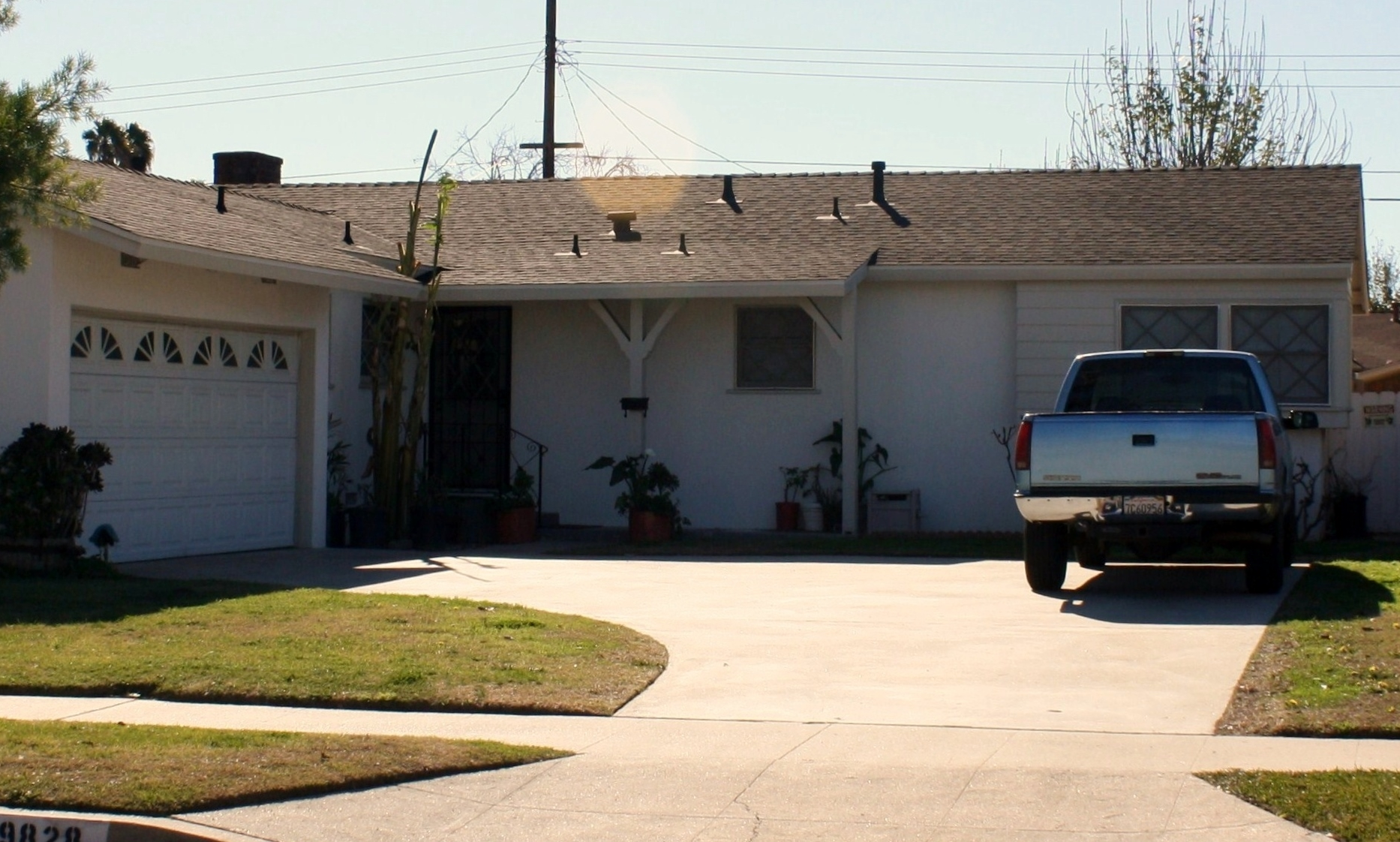
Imóvel utilizado como locação para a casa dos pais adotivos de John Connor em Canoga Park, bairro de Los Angeles.

A conversa sobre uma possível sequência de The Terminator surgiu logo após seu lançamento, mas vários problemas pendentes impediram tal produção. Havia limitações técnicas em relação às imagens geradas por computador, um aspecto do filme que seria essencial para a criação do personagem T-1000. A produção do filme de 1989 de James Cameron, The Abyss, forneceu a prova de conceito necessária para resolver satisfatoriamente as questões técnicas. Talvez mais sérias foram as disputas de propriedade intelectual entre a Hemdale Film Corporation, que detinha 50% dos direitos da franquia e frustrou os esforços para produzir uma sequência, e a Carolco Pictures. Dado que a Hemdale estava com problemas financeiros, Schwarzenegger instou Mario Kassar, chefe da Carolco, a licitar os direitos: "Lembrei a Mario que isso é algo que estamos procurando há quatro anos e que deveria ser ele que tivesse que dar tudo de si, não importa o que seja necessário para fazer este negócio". A Carolco acabou pagando a Hemdale US$ 5 milhões pelos direitos da franquia em 1990, resolvendo o impasse legal.
O fim das disputas pelos direitos coincidiu com a disposição e disponibilidade de Cameron, Schwarzenegger e Hamilton para participar da sequência; Schwarzenegger, que interpretou o Exterminador no primeiro filme, comentou: "Sempre achei que deveríamos continuar a história de The Terminator, disse isso a Jim logo depois de terminarmos o primeiro filme". Ele e Hamilton reprisaram seus papéis do primeiro filme. Depois de uma extensa pesquisa de elenco, Edward Furlong, então com treze anos, foi selecionado entre centenas de candidatos para interpretar John Connor; Robert Patrick foi escolhido para fazer o Exterminador T-1000 porque seu físico esguio criaria um contraste entre o avançado T-1000 e o antigo T-101 de Schwarzenegger. Patrick havia aparecido anteriormente no longa-metragem de ação Die Hard 2 (embora fizesse apenas uma aparição rápida), mas Furlong não tinha experiência anterior como ator. Joe Morton foi escolhido para interpretar Miles Dyson, o cientista da Cyberdyne cujo trabalho acabaria por levar à criação da Skynet.
Chamando a produção do filme de "T2 Productions", Cameron e os co-produtores Stephanie Austin e BJ Rack alugaram um escritório em North Hollywood antes de começarem a montar a equipe. Adam Greenberg, que trabalhou em The Terminator e Ghost (1990), tornou-se diretor de fotografia, enquanto Joseph Nemec III, que havia trabalhado com Cameron em The Abyss, foi o encarregado do design de produção. A equipe conduziu uma busca nacional por uma usina siderúrgica adequada para o clímax do filme e selecionou a usina da Kaiser Steel localizada em Fontana, Califórnia, após semanas de negociações. Localizar uma locação para o prédio da Cyberdyne foi mais difícil, já que o local abrigaria várias acrobacias, tiroteios e explosões. Um parque industrial em Fremont, Califórnia, acabou sendo alugado para a produção do filme. Cameron e William Wisher completaram o rascunho do roteiro de 140 páginas em 10 de maio de 1990 e, em 15 de julho, o primeiro rascunho das filmagens foi distribuído ao elenco e à equipe; detalhes dos scripts tecnicamente detalhados foram envoltos em segredo. Tanto a reviravolta de seis semanas para o roteiro quanto o cronograma de produção acelerado do filme permitiriam um lançamento em 4 de julho de 1991.

### Filmagens

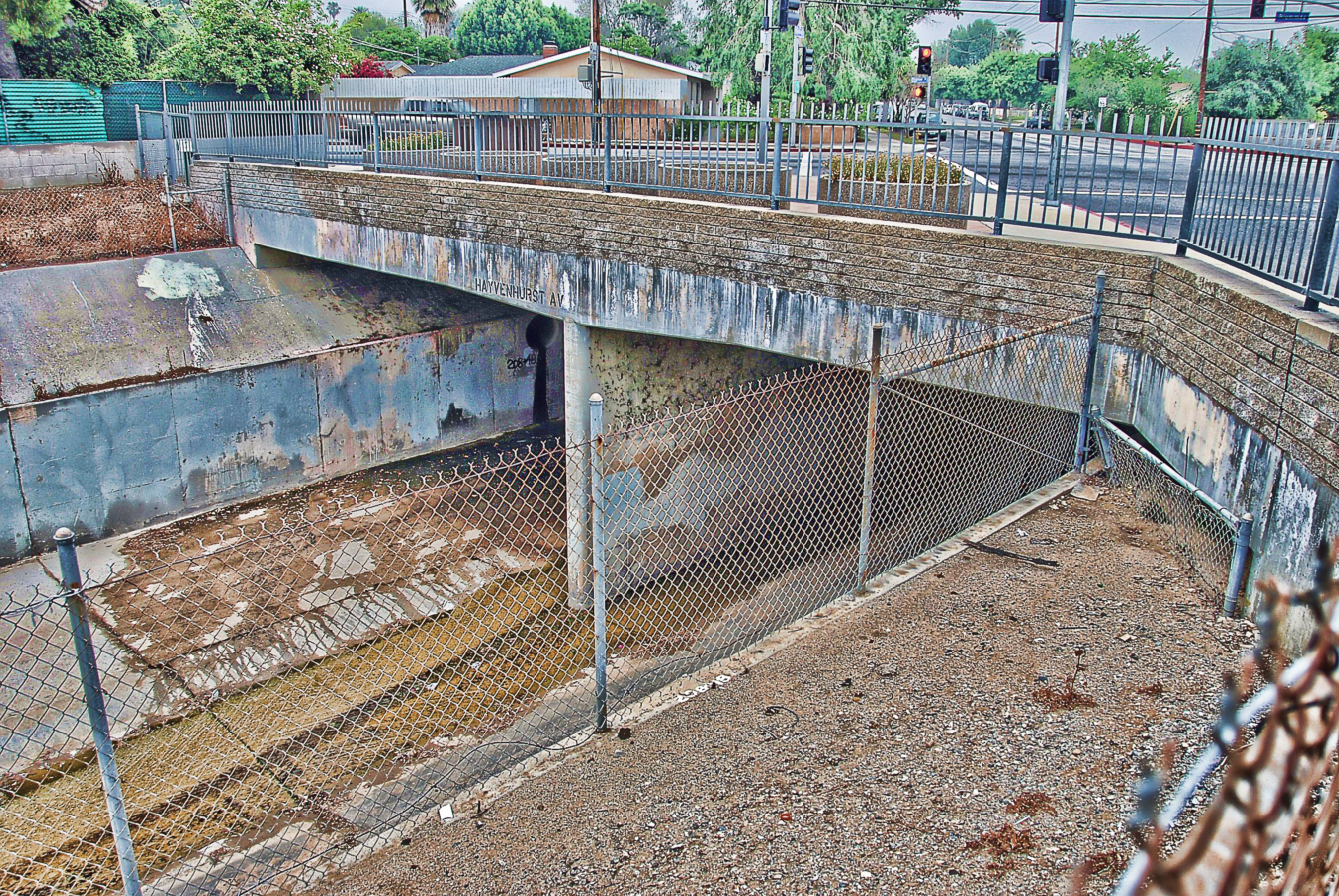
Cruzamento da Plummer Street com a Hayvenhurst Avenue no Vale de São Fernando, utilizado na primeira cena de perseguição do filme (onde o caminhão dirigido pelo T-1000 cai no canal de controle de inundação).

A fotografia principal de Terminator 2 durou 171 dias entre 9 de outubro de 1990 e 28 de março de 1991, durante os quais a equipe filmou no Deserto de Mojave antes de visitar vinte locais diferentes na Califórnia e Novo México. As locações incluíram: o lotado shopping Santa Monica Place (onde os dois Exterminadores lutam por John), com breves imagens dos centros comerciais de Westfield MainPlace e do Los Cerritos Center; canais de controle de inundação no Vale de São Fernando (que foram retratados durante a perseguição entre os Exterminadores e John); e a localidade de Lake View Terrace (onde foram filmadas as primeiras cenas do bar e as tomadas envolvendo o hospital psiquiátrico). As tomadas externas da Cyberdyne Systems Corporation foram filmadas em um prédio comercial na esquina da Gateway Boulevard e Bayside Parkway em Fremont, Califórnia. Trabalhando com até mil membros da produção, os produtores supervisionaram inúmeras acrobacias e sequências de perseguição, a mais notável das quais ocorreu na Rodovia California State Route 103, que liga Los Angeles a Long Beach, antes do clímax do filme; nesta cena, dez milhas (16 km) de cabos elétricos foram colocados para iluminar a perseguição noturna, que inclui um acidente de helicóptero em grande escala, um caminhão carregado de hidrogênio líquido tombando, além de outros incidentes elaborados para a tomada.
A irmã gêmea de Hamilton, Leslie Hamilton Gearren, foi usada em algumas cenas que exigiam duas pessoas parecidas com Sarah, incluindo uma cena em que Sarah e John realizam reparos na cabeça do Exterminador (excluída do lançamento teatral, mas restaurada na edição estendida), e em algumas das cenas em que o T-1000 se passa por Sarah; Gearren aparece mais distante da câmera que Linda Hamilton, alternando entre a Sarah real e o T-1000. O filho de Linda Hamilton, Dalton Abbott, aparece como o bebê John Connor no pesadelo nuclear de Sarah. Outra dupla de gêmeos, Don e Dan Stanton, foi usada para representar uma cena em que o T-1000 se transforma em um guarda do hospital.
Um orçamento sem precedentes de US$ 102 milhões, equivalente a quinze vezes o custo do filme original (que custou US$ 6,4 milhões), foi reservado para Terminator 2, tornando-o o mais filme caro realizado até então; uma proporção significativa dessa quantia era para salários de atores e equipe de filmagem. Schwarzenegger recebeu um cachê de cerca de US$ 15 milhões, além de um jato executivo modelo Gulfstream III num preço estimado de US$ 11–12 milhões, enquanto US$ 5-6 milhões foram alocados para o salário de James Cameron. A produção em si, que incluiu efeitos especiais e acrobacias, totalizou US$ 51 milhões. Os direitos de distribuição mundiais foram vendidos por US$ 65 milhões, os direitos de lançamento em mídia doméstica por US$ 10 milhões e os direitos de exibições na televisão por US$ 7 milhões.

### Efeitos
Terminator 2 faz uso de imagens geradas por computador (CGI) para vivificar o personagem T-1000. O uso de tal tecnologia foi o mais ambicioso desde os filmes de ficção científica de 1982 e 1984, Tron e The Last Starfighter, respectivamente, e seria fundamental para o sucesso de crítica do filme. CGI foi necessário particularmente para o T-1000, uma estrutura de "poli-liga mimética" (metal líquido), uma vez que o personagem que muda de forma pode se transformar em quase tudo que toca. A maioria dos principais efeitos do Exterminador foram fornecidos pela Industrial Light & Magic (ILM) para computação gráfica, Pacific Data Images (PDI) para efeitos ópticos e pelos estúdios de Stan Winston para efeitos práticos. A criação dos efeitos visuais custou US$ 5 milhões e contou com a participação de trinta e cinco pessoas, incluindo animadores, cientistas da computação, técnicos e artistas, levando dez meses para serem produzidos. Este processo demorado rendeu um total de apenas cinco minutos de tempo de execução em CGI. O estúdio de Stan Winston foi contratado para produzir fantoches articulados e efeitos protéticos, que também foram responsáveis pelos efeitos do esqueleto metálico do T-101. As conquistas técnicas na criação do CGI para o filme contribuíram para que a equipe de efeitos visuais recebesse o Óscar de melhores efeitos visuais em 1992.
Para a cena do pesadelo nuclear de Sarah, Robert e Dennis Skotak da 4-Ward Production construíram uma paisagem urbana de Los Angeles usando edifícios em miniatura de grande escala e estradas e veículos realistas. A dupla, depois de estudar as imagens reais dos testes nucleares, simularam a explosão nuclear usando morteiros aéreos para derrubar a paisagem urbana, incluindo os edifícios intrincadamente construídos.

### Trilha sonora
A trilha sonora de Brad Fiedel foi lançada comercialmente com o título Terminator 2: Judgment Day (Original Motion Picture Soundtrack) nos formatos CD e K7 e contém vinte faixas com duração de cinquenta e três minutos. A trilha sonora ficou por seis semanas na lista de álbuns mais vendidos da Billboard 200, cuja melhor colocação foi a posição número 70. O álbum foi relançado em 2010 pela Silva Screen Records e apresenta um livreto colecionável. No comentário do DVD do filme, Fiedel menciona que o som metálico recorrente no título principal foi produzido batendo em uma frigideira de ferro fundido com um martelo.
| Terminator 2: Judgment Day (Original Motion Picture Soundtrack) |                                           |         |  |
| N.º                                                             | Título                                    | Duração |  |
| 1.                                                              | "Main Title (Terminator 2 Theme)"         | 1:56    |  |
| 2.                                                              | "Sarah on the Run"                        | 2:31    |  |
| 3.                                                              | "Escape from the Hospital (And T 1000)"   | 4:34    |  |
| 4.                                                              | "Desert Suite"                            | 3:25    |  |
| 5.                                                              | "Sarah's Dream (Nuclear Nightmare)"       | 1:49    |  |
| 6.                                                              | "Attack on Dyson (Sarah's Solution)"      | 4:07    |  |
| 7.                                                              | "Our Gang Goes to Cyberdyne"              | 3:11    |  |
| 8.                                                              | ""Trust Me""                              | 1:38    |  |
| 9.                                                              | "John & Dyson into Vault"                 | 0:41    |  |
| 10.                                                             | "Swat Team Attacks"                       | 3:22    |  |
| 11.                                                             | ""I'll Be Back""                          | 3:58    |  |
| 12.                                                             | "Helicopter Chase"                        | 2:27    |  |
| 13.                                                             | "Tanker Chase"                            | 1:42    |  |
| 14.                                                             | ""Hasta La Vista, Baby" (T 1000 Freezes)" | 3:02    |  |
| 15.                                                             | "Into the Steel Mill"                     | 1:25    |  |
| 16.                                                             | "Cameron's Inferno"                       | 2:37    |  |
| 17.                                                             | "Terminator Impaled"                      | 2:05    |  |
| 18.                                                             | "Terminator Revives"                      | 2:14    |  |
| 19.                                                             | "T 1000 Terminated"                       | 1:41    |  |
| 20.                                                             | ""It's Over" ("Good-bye")"                | 4:36    |  |
| Duração total:                                                  | Duração total:                            | 53:01   |  |

Músicas não incluídas na trilha sonora
- "Guitars, Cadillacs" – executada por Dwight Yoakam
- "Bad to the Bone" – interpretada por George Thorogood
- "You Could Be Mine" – apresentada pelo Guns N' Roses

## Lançamento

### Teatral
Terminator 2: Judgment Day teve sua premiere mundial no Cineplex Odeon Century Plaza Cinema em Century City, bairro de Los Angeles, em 1 de julho de 1991, com convidados VIPs, incluindo Nicolas Cage, Christian Slater, Arnold Schwarzenegger e sua então esposa Maria Shriver. Após seu lançamento nacional estadunidense em 3 de julho, o filme foi progressivamente distribuído para cinemas na Austrália, Alemanha, Reino Unido, Hong Kong, Espanha e pelo menos dez outros países até o final do ano.

### Bilheteria
Estreando em 2.274 cinemas nos Estados Unidos e Canadá, Terminator 2 arrecadou um recorde de US$ 52 milhões durante seu fim de semana de estreia de quatro dias no feriado de 4 de julho. O filme arrecadou um recorde de estreia na quarta-feira seguinte com US$ 11,66 milhões em seu dia de estreia e para o tradicional fim de semana de três dias (sexta a domingo) o filme arrecadou US$ 31 milhões, o segundo maior fim de semana de abertura de todos os tempos depois de Batman, que arrecadou US$ 42 milhões em sua abertura em 1989. O filme teve um registro recorde durante os três primeiros dias em sua semana de estreia no Reino Unido em julho, com um bruto de £ 2.337.980 (US$ 4.4 milhões) a partir de 303 cinemas e também estabeleceu um recorde de uma semana de £ 4.631.895, superando O Silêncio dos Inocentes. O filme também estabeleceu um recorde de fim de semana de estreia na Austrália em setembro, sendo distribuído em 108 cinemas, mas sua semana de abertura bruta de US$ 2,6 milhões ($A 3,3 milhões) não ultrapassou o recorde de $A 3,9 milhões estabelecido por Crocodile Dundee II em 1988. Em outubro, o filme quebrou um recorde ao acumular US$ 9,5 milhões (54,15 milhões de francos) em sua semana de abertura na França que era pertencente a Rocky IV de 1986. O filme também conseguiu arrecadar US$ 8.1 milhões na Alemanha durante sua semana de abertura estando em cartaz em 474 cinemas em outubro de 1991 e foi o número um em Tóquio, Japão, por quatro meses.
Terminator 2 foi um sucesso de bilheteria, arrecadando US$ 205,8 milhões apenas nos Estados Unidos e Canadá, e US$ 520 milhões em todo o mundo. Seu total doméstico é equivalente a soma de cerca de 3,9 vezes o seu fim de semana de abertura; ajustado pela inflação, seu lançamento é a décima maior bilheteria de todos os tempos para um filme classificado para maiores. Globalmente, o filme se tornou a maior bilheteria de 1991, batendo Robin Hood - O Príncipe dos Ladrões, alcançando a terceira maior bilheteria de todos os tempos até então atrás de Star Wars: Episódio IV – Uma Nova Esperança e E.T. O Extraterrestre; é até hoje a maior bilheteria de um filme lançado pela TriStar Pictures. Em comparação com o primeiro filme da franquia Terminator, que arrecadou US$ 38 milhões de receita doméstica em sua temporada nos cinemas, Terminator 2 conseguiu um aumento de 434% em sua bilheteria em relação ao filme original. Estima-se que 48.656.400 ingressos foram vendidos só na América do Norte.

### Resposta crítica
O site agregador de resenhas cinematográficas Rotten Tomatoes relata retroativamente que o filme possui uma taxa de aprovação de 93% com base em 82 críticas, obtendo uma pontuação média de 8,50/10; o consenso crítico do site diz: "T2 apresenta sequências de ação emocionantes e efeitos visuais de arregalar os olhos, mas o que leva este marco de ficção científica/ação para um nível superior é a profundidade dos personagens humanos (e ciborgues)". No Metacritic, o filme tem uma pontuação média ponderada de 75 de 100 com base nas análises de 22 críticos, indicando "análises geralmente favoráveis". O CinemaScore relata que o público pesquisado deu ao filme uma rara nota média de "A+" em uma escala de "A+ a F".
O Montreal Film Journal chamou a produção de "um dos melhores filmes de ação de Hollywood". O roteirista Syd Field elogiou o enredo de Terminator 2, dizendo: "cada cena configura a próxima, como elos em uma cadeia de ação dramática". O crítico de cinema Roger Ebert, em sua crítica para o jornal Chicago Sun-Times, deu ao filme 3,5 estrelas de 4, e escreveu: "O gênio de Schwarzenegger como estrela de cinema é encontrar papéis que aumentem, ao invés de minar, suas características físicas e vocais". Hal Hinson, crítico do The Washington Post, também deu uma resenha positiva ao filme, escrevendo: "Ninguém nos filmes hoje pode igualar o talento de Cameron para esse tipo de ação hiperbólica na tela grande. Cameron, que dirigiu o primeiro Terminator e Aliens, não apenas nos bate na cabeça com a ação. Na encenação dos cenários gigantescos do filme, ele tem olhos tanto para a grandiosidade quanto para a beleza; possui aquele raro dom do diretor de transformar os objetos que filma para que vejamos, por exemplo, a musculatura lírica de um caminhão de 18 rodas. Por causa de Cameron, o filme é o oposto de seu personagem no primeiro Terminator: é uma máquina com um coração humano". Gene Siskel do Chicago Tribune se entusiasmou com o filme, dando-lhe três estrelas e meia: "graças a alguns efeitos especiais verdadeiramente espetaculares e às vezes misteriosos, bem como algumas atuações surpreendentemente sólidas, este é um filme de ação incrível, mais agradável do que o original". O livro Halliwell's Film Guide também descreveu o filme como uma melhoria em relação ao seu antecessor, dando-lhe duas estrelas em quatro e descrevendo-o como um "estrondoso filme de ação de alta voltagem com efeitos especiais deslumbrantes que fornecem uma distração da narrativa muitas vezes tola".
Escrevendo para a revista Time, Richard Corliss ficou muito menos satisfeito, afirmando que o filme era uma "parábola gigantesca e visionária que cativa intermitentemente e, no final das contas, decepciona. T2 é metade de um filme fantástico, a metade errada". O crítico Leonard Maltin deu ao filme apenas duas estrelas e meia, afirmando, "como tantas sequências, [Terminator 2] carece do frescor do primeiro filme e não nos dá ninguém por quem torcer". Pelo jornal britânico The Guardian, Peter Bradshaw concordou, dizendo: "na minha opinião, faltava a clareza do aço e a força do original", embora reconhecesse que foi "filmado dinamicamente".

### Prêmios e indicações
| Ano  | Cerimônia                    | Categoria                               | Recipiente(s)                                                        | Resultado |
| ---- | ---------------------------- | --------------------------------------- | -------------------------------------------------------------------- | --------- |
| 1991 | 45º Prêmios BAFTA            | Melhor design de produção               | Joseph Nemec III                                                     | Indicado  |
| 1991 | 45º Prêmios BAFTA            | Melhor som                              | Lee Orloff, Tom Johnson, Gary Rydstrom e Gary Summers                | Venceu    |
| 1991 | 45º Prêmios BAFTA            | Melhores efeitos visuais                | Stan Winston, Dennis Muren, Gene Warren Jr e Robert Skotak           | Venceu    |
| 1991 | Prêmio Saturno               | Melhor atriz                            | Linda Hamilton                                                       | Venceu    |
| 1991 | Prêmio Saturno               | Melhor direção                          | James Cameron                                                        | Venceu    |
| 1991 | Prêmio Saturno               | Melhor desempenho de um ator mais jovem | Edward Furlong                                                       | Venceu    |
| 1991 | Prêmio Saturno               | Melhor filme de ficção científica       | Terminator 2: Judgment Day                                           | Venceu    |
| 1991 | Prêmio Saturno               | Melhores efeitos especiais              | Stan Winston, ILM, Fantasy II e 4 Ward Productions                   | Venceu    |
| 1991 | Prêmio Saturno               | Melhor ator                             | Arnold Schwarzenegger                                                | Indicado  |
| 1991 | Prêmio Saturno               | Melhor ator coadjuvante                 | Robert Patrick                                                       | Indicado  |
| 1991 | Prêmio Saturno               | Melhor escrita                          | James Cameron e William Wisher                                       | Indicado  |
| 1991 | A.S.C. Awards                | Melhor cinematografia                   | Adam Greenberg                                                       | Indicado  |
| 1992 | 18º People's Choice Awards   | Filme favorito                          | Terminator 2: Judgment Day                                           | Venceu    |
| 1992 | Oscar 1992                   | Melhor fotografia                       | Adam Greenberg                                                       | Indicado  |
| 1992 | Oscar 1992                   | Melhor maquiagem e penteados            | Stan Winston e Jeff Dawn                                             | Venceu    |
| 1992 | Oscar 1992                   | Melhor som                              | Tom Johnson, Gary Rydstrom, Gary Summers e Lee Orloff                | Venceu    |
| 1992 | Oscar 1992                   | Melhor edição de som                    | Gary Rydstrom e Gloria Borders                                       | Venceu    |
| 1992 | Oscar 1992                   | Melhores efeitos visuais                | Dennis Muren, Stan Winston, Gene Warren Jr. e Robert Skotak          | Venceu    |
| 1992 | Oscar 1992                   | Melhor montagem                         | Conrad Buff, Mark Goldblatt e Richard A. Harris                      | Indicado  |
| 1992 | MTV Movie Awards 1992        | Melhor sequência de ação                | "L.A. Freeway Scene" (cena da perseguição na rodovia de Los Angeles) | Venceu    |
| 1992 | MTV Movie Awards 1992        | Melhor desempenho inovador              | Edward Furlong                                                       | Venceu    |
| 1992 | MTV Movie Awards 1992        | Melhor performance feminina             | Linda Hamilton                                                       | Venceu    |
| 1992 | MTV Movie Awards 1992        | Melhor performance masculina            | Arnold Schwarzenegger                                                | Venceu    |
| 1992 | MTV Movie Awards 1992        | Melhor filme                            | Terminator 2: Judgment Day                                           | Venceu    |
| 1992 | MTV Movie Awards 1992        | Melhor música de um filme               | "You Could Be Mine" dos Guns N' Roses                                | Indicado  |
| 1992 | MTV Movie Awards 1992        | Melhor vilão                            | Robert Patrick                                                       | Indicado  |
| 1992 | MTV Movie Awards 1992        | Mulher mais desejável                   | Linda Hamilton                                                       | Venceu    |
| 1992 | Prémio Hugo                  | Melhor apresentação dramática           | James Cameron (diretor e roteirista) e William Wisher (roteirista)   | Venceu    |
| 1992 | Eddie Award                  | Melhor edição                           | Conrad Buff IV, Mark Goldblatt e Richard A. Harris                   | Indicado  |
| 1992 | Prêmios da Academia do Japão | Melhor filme estrangeiro                | Terminator 2: Judgment Day                                           | Indicado  |

## Pós-lançamento

### Consequências artísticas
Terminator 2 lançou as carreiras ou elevou o perfil de seus atores principais. De acordo com profissionais do setor, Schwarzenegger se tornou o principal astro internacional, à frente de atores como Mel Gibson e Tom Cruise. Também marcou o início de uma amizade duradoura entre Schwarzenegger e Cameron, que formaram um “clube de motociclistas da crise da meia-idade” e se reuniram para o filme de ação True Lies (1994). Cameron e Hamilton iniciaram um relacionamento amoroso em 1991, casaram-se em 1997 e depois se divorciaram. Em 1992, Cameron recebeu da 20th Century Fox um contrato de cinco anos, no valor de US$ 500 milhões, para produzir doze filmes. Furlong tornou-se um ator muito procurado e Patrick achou difícil lidar com o reconhecimento recém-adquirido, pois as pessoas lhe pediam para se passar pelo T-1000.
Apesar do sucesso do filme, a Carolco registrou perdas de US$ 265,1 milhões em 1991, causadas pelos problemas financeiros de seus outros filmes e subsidiárias. O apoio dos investidores não conseguiu evitar que o estúdio declarasse falência em 1995 e seus ativos, incluindo Terminator 2, foram vendidos para o Canal Plus por US$ 58 milhões.

### Conversão em 3D
Em 29 de agosto de 2016 (uma referência a 29 de agosto de 1997, data em que a Skynet se torna autoconsciente nos filmes), foi anunciado que Terminator 2 seria remasterizado digitalmente em 3D para comemorar seu 25º aniversário, com lançamento planejado para meados de 2017. A versão a ser remasterizada e relançada em 3D é o corte teatral original de 137 minutos, já que a edição estendida não é a versão preferida de James Cameron. Várias tomadas de câmera da sequência de perseguição de abertura foram alteradas digitalmente para corrigir um pequeno erro de continuidade que incomodava Cameron desde o lançamento de 1991. A DMG Entertainment e a StudioCanal trabalharam junto com James Cameron para converter o filme usando a tecnologia StereoD. A versão 3D estreou em 17 de fevereiro de 2017, no Festival Internacional de Cinema de Berlim, com o relançamento nos cinemas agendado para 25 de agosto de 2017. Da mesma maneira que o relançamento em 3D de Titanic, também de Cameron, a Lightstorm Entertainment supervisionou o trabalho de conversão em 3D de Terminator 2, que empregou cerca de mil e oitocentos profissionais e levou cerca de oito meses para ser concluído. A versão restaurada foi lançada pela Distrib Films US, uma empresa que normalmente distribui filmes estrangeiros nos Estdos Unidos. O estúdio lançou o filme com exclusividade por uma semana nos cinemas da rede AMC de todo o país, passando a distribuir o filme de acordo com a performance do filme em sua primeira semana.
A versão em 3D estreou numa sexta-feira, 25 de agosto de 2017, ganhando US$ 552.773 em seu fim de semana de abertura, com média de US$ 1.490 por tela; este foi considerado um valor inferior ao que outros relançamentos dos anos 1980 e 1990 ganharam em seus respectivos fins de semana de abertura, como Top Gun (US$ 1,9 milhões, que também foi remasterizado em IMAX), Raiders of the Lost Ark (US$ 1,6 milhões), como bem como o próprio Titanic, O Rei Leão e Jurassic Park nos últimos anos. Durante o fim de semana de estreia, Titanic 3D arrecadou US$ 17,3 milhões em 2.674 cinemas, com média de US$ 6.464 em abril de 2012.

### Mídia doméstica
O corte teatral de 137 minutos do filme foi lançado pela primeira vez em VHS nos Estados Unidos em 11 de dezembro de 1991. Terminator 2 bateu o recorde estabelecido por Dances with Wolves com 714.000 cópias vendidas em locadoras, tornando-se o VHS mais vendido da história até O Rei Leão (1994).
Em 24 de novembro de 1993, um segundo lançamento doméstico intitulado Terminator 2: Judgment Day - Special Edition foi disponibilizado em Laserdisc e VHS, contendo quinze minutos de imagens inéditas, incluindo cenas com Michael Biehn reprisando seu papel como Kyle Reese durante a sequência do sonho de Sarah. Algumas cenas, no entanto, não chegaram a ser incluídas na versão do VHS duplo. Em 22 de outubro de 1997, o filme recebeu seu primeiro lançamento em DVD com a versão original do cinema. De 1992 a 1999, o filme foi lançado em DVD e VHS em em outros países pela Columbia TriStar Home Video.
Um DVD "Ultimate Edition" foi lançado em 2000 pela Artisan Entertainment, inicialmente como um único disco de dupla face. Ele contém as edições teatrais e especiais do filme, além de muitos extras trazidos do Laserdisc.
Uma versão "Extreme Edition" de 2003 possui vários recursos de DVD-ROM, incluindo um "Simulador de Unidade de Infiltração" e o "T2 FX Studio", um aplicativo onde as imagens de uma pessoa podem ser importadas e transformadas em um T-101 ou T-1000, e o "Skynet Combat Chassis Designer", um programa em que os espectadores podem construir uma máquina de combate e acompanhar o progresso online. O Extreme DVD também contém uma edição cinematográfica WMV-HD, marcando a primeira vez que o filme foi disponibilizado em formato Full HD 1080p.
Em 2006, a Lionsgate lançou um Blu-ray do filme que é apresentado em uma transferência de 1080p ligeiramente desbotada e não incluiu recursos especiais e uma trilha de áudio DTS 5.1 dos DVDs em vez de uma trilha de áudio sem perdas. Em 19 de maio de 2009, a Lionsgate relançou o filme em Blu-ray na forma de uma "Edição Skynet", com uma transferência de vídeo aprimorada, bem como um áudio DTS-HD Master Audio 6.1 certificado pela THX; este lançamento tem um tempo de execução de 152 minutos. A Skynet Edition tem uma edição limitada de colecionador envolta de um Endoskull (rosto de um Exterminador), incluindo o Blu-ray de 2009 e os DVDs Extreme Edition e Ultimate Edition, além de uma cópia digital do filme.
Em julho de 2017, dois novos lançamentos em Blu-ray do filme foram anunciados. Primeiro, uma remasterização de 4K e, mais tarde, um lançamento em Blu-ray 3D da conversão 3D prevista para agosto de 2017. Esses relançamentos incluem novos extras, incluindo trailers e documentários de making-of.

### Edição estendida
Em 2015, uma versão estendida do filme foi lançada como parte de um box com os quatro primeiros filmes da franquia Terminator. No entanto, este lançamento não contém recursos especiais.
Juntamente com outras inúmeras cenas deletadas readicionadas, a versão estendida apresenta um final alternativo, que mostra uma idosa Sarah Connor assistindo a um John adulto, que é um senador dos Estados Unidos, brincando com sua filha em um playground de Washington no ano de 2029, narrando que o Dia do Julgamento nunca aconteceu.

## Legado
Em junho de 2001, o American Film Institute, a AFI, classificou Terminator 2 em 77º lugar em sua lista AFI's 100 Years... 100 Thrills, uma lista de filmes considerados mais empolgantes da história do cinema norte-americano. Em 2003, a AFI divulgou outra lista chamada AFI's 100 Years... 100 Heroes and Villains, que classifica os 100 maiores heróis e vilões do cinema de todos os tempos; o Exterminador 101, o personagem de Schwarzenegger no segundo filme, foi ranqueado na posição #48 na lista de heróis; na lista de vilões, o primeiro Exterminador também interpretado por Schwarzenegger no filme original, foi classificado na posição #22. Em 2005, a famosa fala de Schwarzenegger "Hasta la vista, baby" foi classificada em 76º lugar na lista das 100 maiores frases do cinema, também da AFI.
O filme constou na posição #33 da revista Total Film em sua lista de 100 maiores filmes de todos os tempos, publicada em 2006. A Empire classificou o filme em 35º lugar em sua lista dos 500 maiores filmes de todos os tempos; a mesma Empire classificou Terminator 2: Judgment Day como a terceira melhor sequência cinematográfica de todos os tempos. Em 2008, o filme foi eleito o oitavo melhor filme de ficção científica de todos os tempos pela AFI. O portal IGN nomeou-o o décimo maior filme de ficção científica de todos os tempos, dizendo que Terminator 2 era "um exemplo de uma sequência que surgiu apenas para superar o seu filme original em todos os aspectos". Em 2012, a Total Film colocou Terminator 2 em oitavo lugar em sua lista de "50 sequências que ficaram melhores que o filme original". Em 2016, a Playboy classificou o filme em primeiro lugar em sua lista de quinze sequências que são muito melhores do que os seu filmes originais. Richard Roeper considerou Terminator 2 a terceira melhor sequência de filme já feita, afirmando que "supera o primeiro em todos os níveis".
Atualmente Terminator 2: Judgment Day integra as seguintes listas do American Film Institute:
- 2001: Os cem filmes mais empolgantes dos cinema estadunidense - #77[115]
- 2003: Os cem maiores heróis do cinema estadunidense
  - Exterminador 101 - #48[116]
- 2005: As cem maiores frases do cinema estadunidense
  - "Hasta la vista, baby" - #76[117]
- 2008: Os dez maiores filmes de ficção científica estadunidenses - #8[118]

### Merchandising

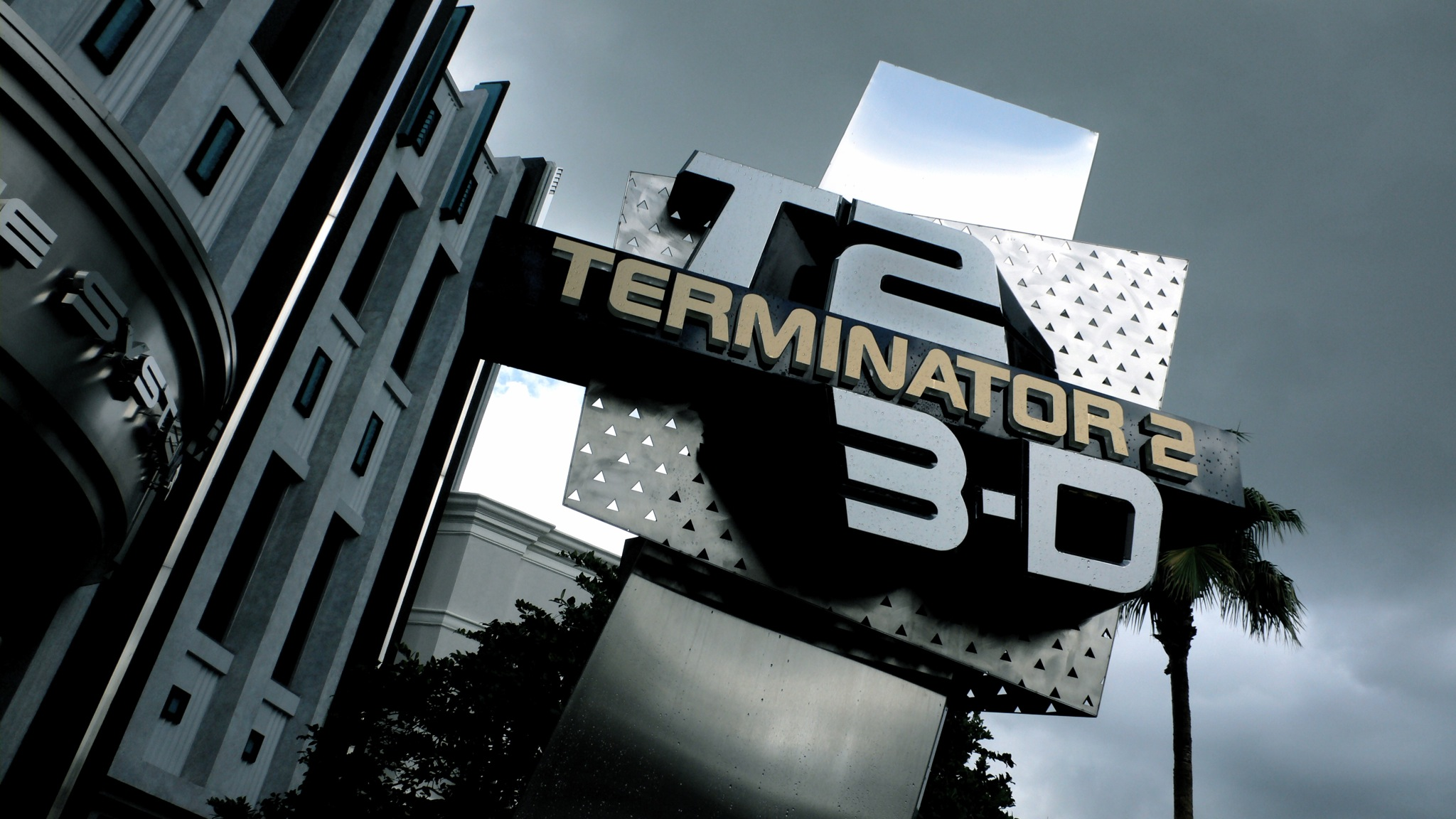
A entrada para a atração T2-3D: Battle Across Time no Universal Studios Florida.

O filme foi adaptado pela Marvel Comics como uma minissérie de gibis de três edições, que foi reunida em uma brochura comercial. Nos anos seguintes ao seu lançamento, vários livros baseados no filme foram lançados: Terminator 2 - Judgment Day: Cybernetic Dawn, Terminator 2 - Judgment Day: Nuclear Twilight, T2: Infiltrator, T2: Rising Storm, T2: Future War e The John Connor Chronicles. Uma novelização do filme também foi disponibilizada, sendo escrita por Randall Frakes.
Em 1996, o diretor James Cameron dirigiu uma atração nos Parques Temáticos da Universal Studios, intitulada "T2 3-D: Battle Across Time", que retorna Schwarzenegger, Hamilton, Patrick e Furlong aos seus respectivos papéis. Custando US$ 60 milhões para ser produzido, tornou-se o empreendimento de parque temático mais caro da história do cinema. A atração foi inaugurada no Universal Studios Florida em meados de 1996, com locais adicionais abrindo no Universal Studios Hollywood em maio de 1999, e no Universal Studios Japan em março de 2001.
Vários videogames baseados no filme foram lançados. Uma versão de arcade foi lançada em 1991 pela Midway Manufacturing Company, e foi portada para vários consoles de jogos. Um jogo de computador, publicado pela Ocean Software, foi lançado em 1991. Terminator 2: Judgment Day foi lançado para Game Boy em 1991 e para SNES e Mega Drive em 1993. Uma versão de 8 bits foi lançada para Nintendo Entertainment System, Sega Game Gear e Master System. Uma máquina de pinball com tema do filme foi lançada em julho de 1991 pela WMS Industries.